# Vladímir Buré
Vladímir Buré   (Norilsk, 4 de desembre de 1950 - Miami, 3 de setembre de 2024) va ser un nedador rus, especialista en estil lliure, que va competir sota bandera de la Unió Soviètica durant les dècades de 1960 i 1970. És el pare dels jugadors d'hoquei sobre gel Pàvel i Valeri Buré, medallistes olímpics i jugadors de l'NHL.

## Biografia
El 1968 va prendre part en els Jocs Olímpics d'Estiu de Ciutat de Mèxic, on va disputar dues proves del programa de natació. Formant equip amb Semyon Belitz, Georgi Kulikov i Leonid Ilyichov guanyà la medalla de bronze en els 4x200 metres lliures, mentre en els 1.500 metres lliures quedà eliminat en sèries. Quatre anys més tard, als Jocs de Múnic, va disputar cinc proves del programa de natació. Fent equip amb Igor Grivennikov, Viktor Mazanov i Viktor Aboimov guanyà la medalla de plata en els 4x100 metres lliures. En els 100 metres lliures i els 4x200 metres lliures guanyà la medalla de bronze, en aquesta ocasió formant equip amb Grivennikov, Mazanov i Georgi Kulikov. En els 4x100 metres estils fou quart i en els 200 metres lliures setè. La seva darrera participació en uns Jocs fou el 1976, a Mont-real, on fou setè en els 100 metres lliures del programa de natació.
En el seu palmarès també destaquen dues medalles de plata al Campionat del Món de natació de 1973 i 1975, una d'or, quatre de plata i dues de bronze al Campionat d'Europa de natació de 1970, 1974 i 1977, i una d'or i una de bronze a les Universíades de 1970 i 1973. També guanyà disset campionats nacionals de la URSS entre 1968 i 1977, sis d'ells en els 100 metres lliures (1971-75, 1977) i dos en els 200 metres lliures (1971, 1973); i va establir fins a deu rècords europeus en diferents distàncies.
Una vegada retirat passà a exercir d'entrenador de natació al CSKA Moscou (1979-85) i posteriorment fou vicepresident del club Exsport (1985-91). El 1991 es va traslladar a viure als Estats Units amb els seus dos fills, on va treballar com a consultor de fitness per als Vancouver Canucks (1994-98) i els New Jersey Devils (1999-2010), amb qui va guanyar la Stanley Cup el 2000 i el 2003.